# Vitrolles (Bocas do Ródano)
Vitrolles é uma comuna francesa na região administrativa da Provença-Alpes-Costa Azul, no departamento de Bouches-du-Rhône. Estende-se por uma área de 36,58 km². Em 2010 a comuna tinha 33 462 habitantes (densidade: 914,8 hab./km²).